# Samuel Rhoads
Samuel Rhoads (* 1711 in Philadelphia, Provinz Pennsylvania; † 7. April 1784 ebenda) war ein US-amerikanischer Politiker. Im Jahr 1774 war er Delegierter für Pennsylvania im Kontinentalkongress.

## Werdegang
Samuel Rhoads erhielt nur eine eingeschränkte Schulausbildung und arbeitete später als Zimmermann sowie in der Baubranche. Im Jahr 1741 wurde er Mitglied im Stadtrat von Philadelphia. Von 1761 bis 1764 und nochmals zwischen 1771 und 1774 saß er im kolonialen Abgeordnetenhaus von Pennsylvania. Er war auch Gründer und von 1751 bis 1781 Vorstandsmitglied des Pennsylvania Hospital. In den 1770er Jahren schloss er sich der Revolutionsbewegung an. 1774 vertrat er Pennsylvania im ersten Kontinentalkongress. Im selben Jahr wurde er Bürgermeister seiner Heimatstadt Philadelphia. Später war er auch Direktor bei der Philadelphia Library. Samuel Rhoads starb am 7. April 1784 in Philadelphia.